# بيت وهاس (همدان)

تعديل مصدري - تعديل

بيت وهاس هي إحدى قرى عزلة وادعة بمديرية همدان التابعة لمحافظة صنعاء، بلغ تعداد سكانها 507 نسمة حسب تعداد اليمن لعام 2004.